# Thorn-Eberswalder Urstromtal

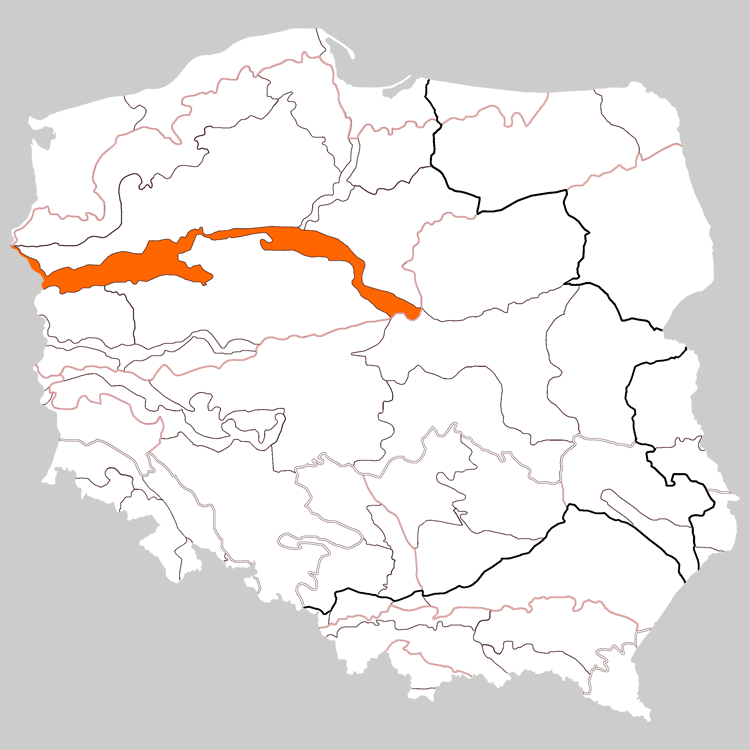
Der polnische Teil des Thorn-Eberswalder Urstromtals: Makroregion 315.3 Pradolina Toruńsko-Eberswaldzka

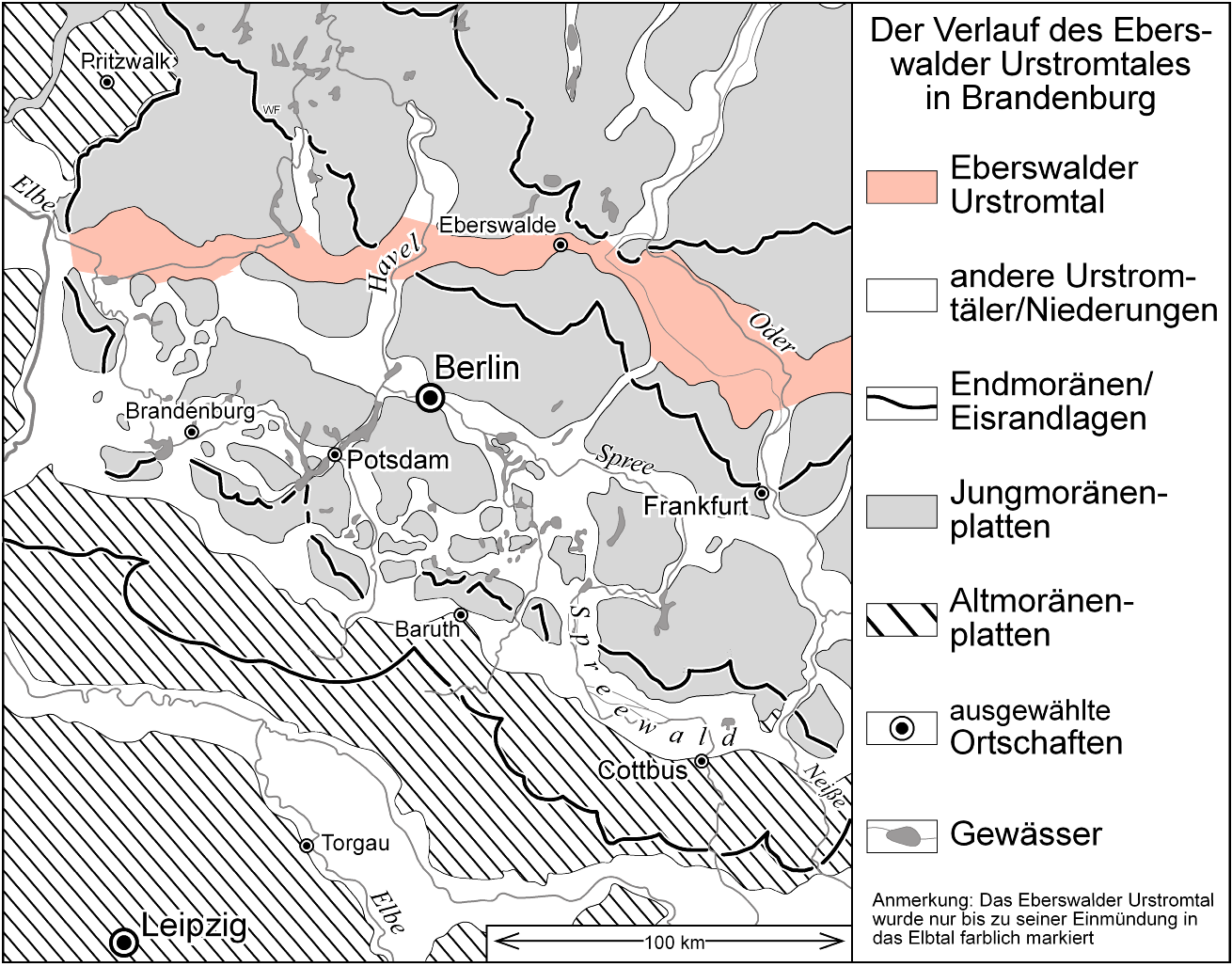
Der deutsche Teil des Thorn-Eberswalder Urstromtals: Eberswalder Urstromtal

Das Thorn-Eberswalder Urstromtal ist eine Talniederung von Bydgoszcz, Gąbin und Włocławek über Toruń (deutsch Thorn), Nakło nad Notecią, Trzcianka, Czarnków, Kiszewo, Gorzów Wielkopolski, Kostrzyn nad Odrą, Bad Freienwalde, Niederfinow, Eberswalde, Liebenwalde und Kremmen bis nach Fehrbellin. Es ist das nördlichste und damit das jüngste der drei großen brandenburgischen Urstromtäler, die während der Weichsel-Kaltzeit entstanden.
Westlich von Fehrbellin vereinigt sich dieses Urstromtal mit dem Warschau-Berliner Urstromtal. Die vereinigten Täler münden bei Havelberg in das Elbe-Urstromtal.

## Entstehung
Das Thorn-Eberswalder Urstromtal entstand im Periglazialen Klima des Pleistozäns durch eisrandparalleles Abfließen der Schmelzwässer der Gletscher während der Pommern-Phase der Weichsel-Kaltzeit etwa von 18.000 bis 15.000 v. Chr. und ist damit das jüngste und nördlichste der drei großen weichselzeitlichen Urstromtäler in Brandenburg sowie in Polen. Lüthgens, Böse und Preusser bestimmten das Alter der von der Eisrandlage ausgehende Sanderflächen bei Althüttendorf mit 18150±1600 Jahren v. Chr. und bei Eberswalde mit 17450±2400 Jahren v. Chr.
Die Blockierung der Flüsse im Norden durch den Kontinentalgletscher verursachte eine Breite des Tales von bis zu 20 Kilometer. Es besitzt einen flachen Grund, auf dem sich oft mehrere Kilometer breite Torfflächen befinden.

## Geologie

Falschfarbenbild des Eberswalder Urstromtales aus DGM1-Daten

Die Mächtigkeit des Talsandes beträgt überwiegend mehr als 10 und teilweise sogar über 20 Meter. Dieser Sand lagert auf den Sedimenten der Saale-Kaltzeit und ist in den oberen Lagen fein- bis mittelkörnig, z. T. schwach schluffig. Mit zunehmender Tiefe wird er gröber und enthält hier häufig kiesige Beimengungen.

## Landschaften

### Polen

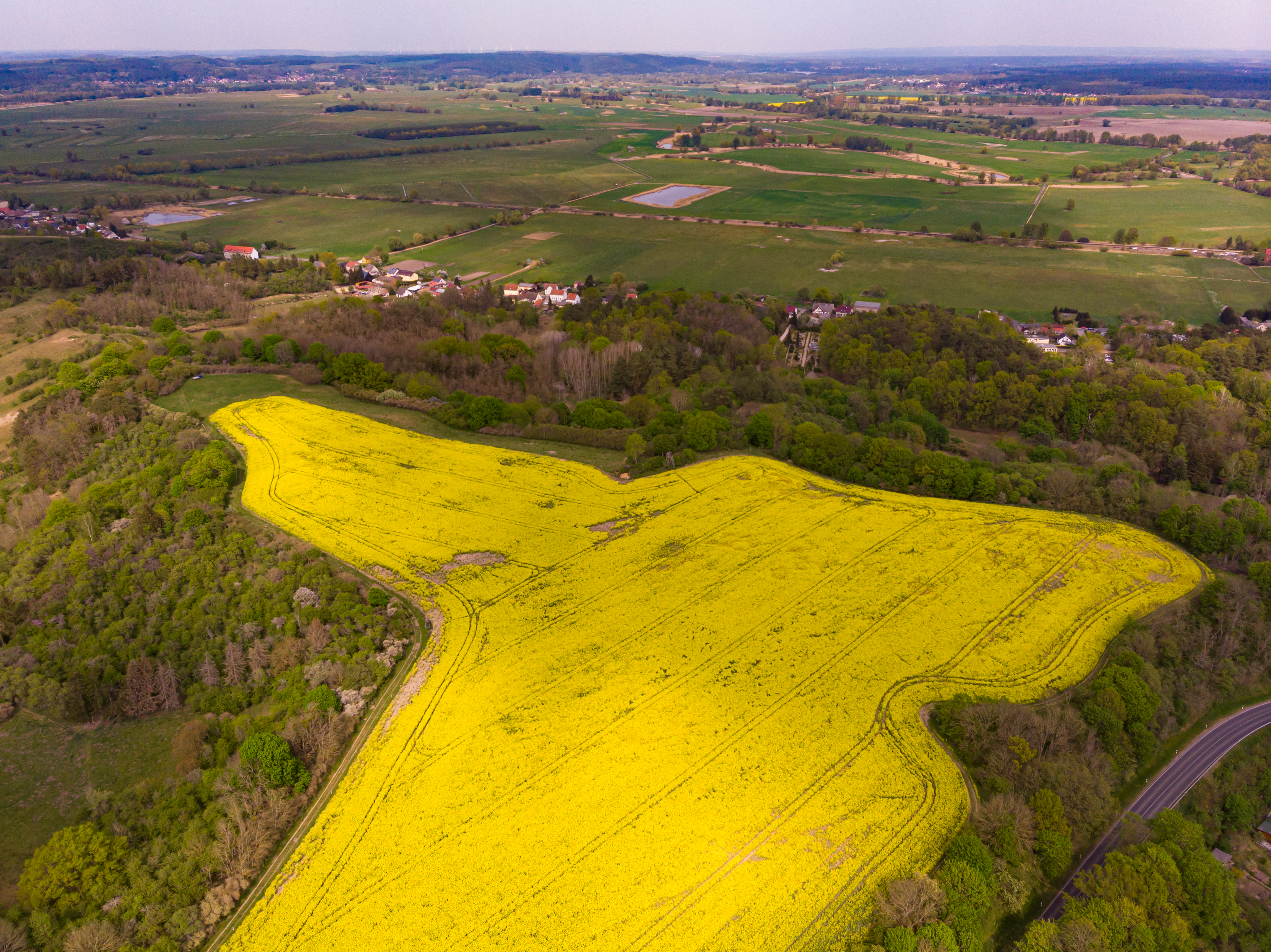
Blick über das Urstromtal zur Oder, im Vorder- und Hintergrund die Ufer des Urstromtals

Im polnischen Teil des Thorn-Eberswalder Urstromtal, der Makroregion 315.3 (Pradolina Toruńsko-Eberswaldzka), liegen folgende Landschaften:
- Mezoregion 315.31 Freienwalder Becken[6]
- Mezoregion 315.32 Gorzówer Becken[7] mit den Mikroregionen:
  - Unteres Netzetal[8]
  - Obornicka-Tal[9]
  - Unteres Warthetal[10]
  - Land zwischen Warthe und Netze[11]

- Mezoregion 315.33 Mittleres Netzetal[12]

- Mezoregion 315.34 Thorner Becken[13]

- Mezoregion 315.35 Płocker Becken[14] mit den Mikroregionen:
  - Brwilna-Radziwia-Ebene[15]
  - Duninowska-Ebene[16]
  - Włocławska-Ebene[17]
  - Łąckie-Seenplatte[18]
  - Gostynińskie-Seenplatte[19]
  - Rakutowskie-Senke[20]

Zwischen dem Becken von Płock und dem Thorner Becken schafft das Weichsel-Tal bei Nieszawa einen Durchbruch, der sich bis auf wenige Kilometer verengt.

### Deutschland

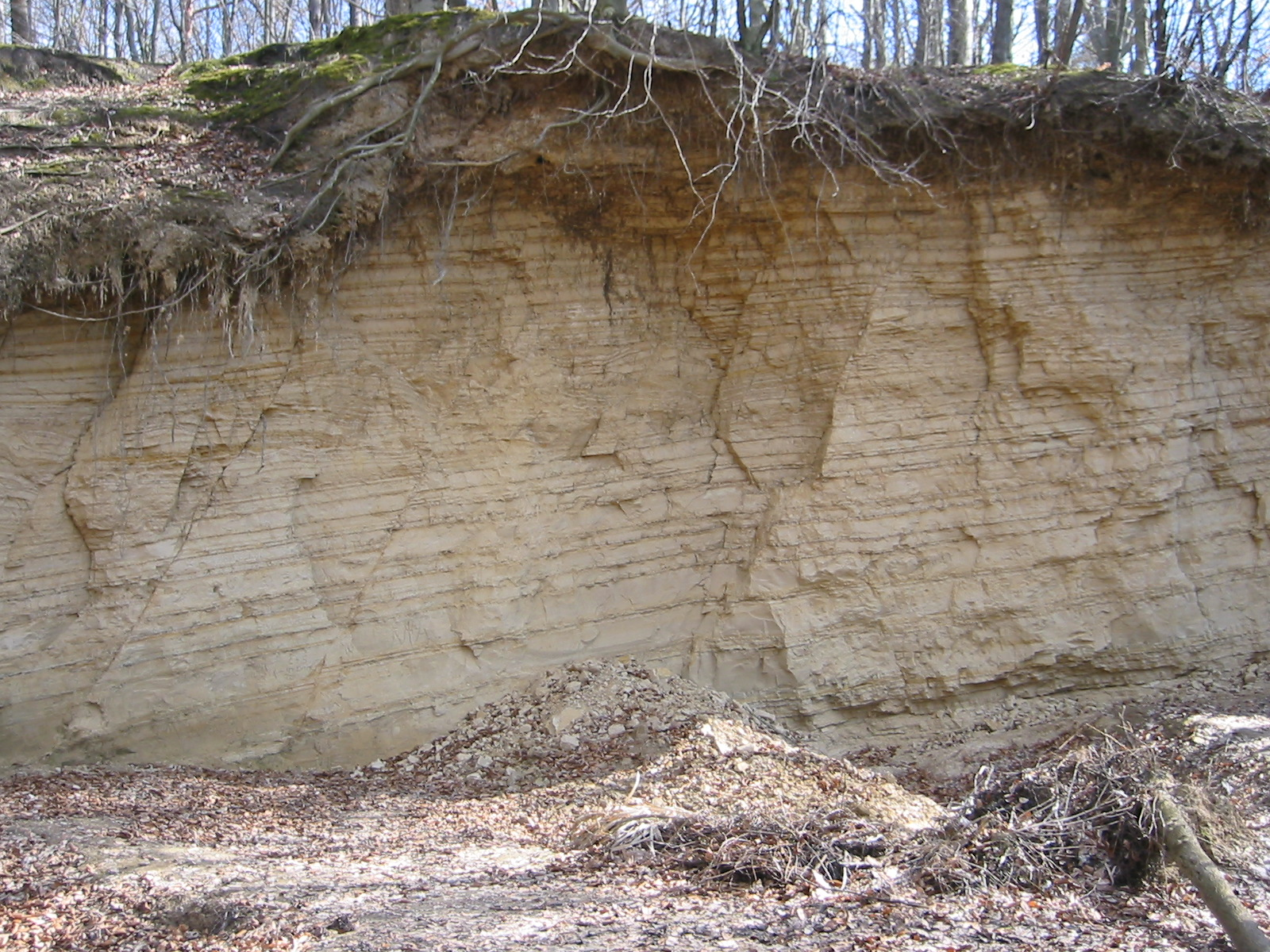
Aufschlusswand mit gut geschichteten Bändertonablagerungen in Macherslust bei Eberswalde

Deutsches Gebiet erreicht das Thorn-Eberswalder Urstromtal bei Küstrin an der Oder, es folgt dem Verlauf des Oderbruchs bis nordwestlich von Bad Freienwalde (Oder), verlässt bei Niederfinow das Oderbruch und verläuft dann über Eberswalde, Liebenwalde und Kremmen in westliche Richtung. Dabei quert das Urstromtal die Zehdenick-Spandauer Havelniederung. Westlich von Fehrbellin vereinigt es sich mit dem Berliner Urstromtal und noch etwas weiter westlich bei Havelberg mit dem Elbe-Urstromtal bzw. dem Baruther Urstromtal. Das Urstromtal wird sowohl nördlich als auch südlich von eiszeitlich entstandenen Höhenzügen eingerahmt. Im Süden reihen sich von Ost nach West die Platten Lebus, Barnim und das Ländchen Glien aneinander. Zwischen Barnim und Glien existiert eine Urstromtalung, mit der das Eberswalder Urstromtal mit dem Berliner Urstromtal in Verbindung steht. Die Gliederung nördlich des Urstromtales ist komplizierter, da die Untergliederung in Platten und Ländchen dort nicht gebräuchlich ist.
Wichtig ist jedoch, dass nördlich des Urstromtales die Pommersche Eisrandlage verläuft. Den Schmelzwässern, die von diesem Endmoränenzug abflossen, verdankt das Urstromtal seine Entstehung. Zwischen Pommerscher Eisrandlage und Urstromtal finden sich ausgedehnte Sanderflächen. Am bekanntesten ist die Schorfheide.
Das Eberswalder Urstromtal wird, wie alle Urstromtäler, von mächtigen Sanden aufgebaut, die zum Teil mehr als 20 Meter Mächtigkeit erreichen können. Im Stadtgebiet von Eberswalde und östlich der Stadt finden sich aber auch unter geringmächtiger Sandüberdeckung feinkörnige Eisstauseesedimente (Tone und Schluffe), die im 19. und 20. Jahrhundert in Tongruben abgebaut wurden.
Die Oberfläche des Tales ist im Idealfall tischeben. Dieser Charakter hat sich aber nur noch westlich von Eberswalde großflächig erhalten. Das östlich gelegene Oderbruch ist von seiner Ausgestaltung her jünger und sein Boden liegt auch deutlich tiefer als das Eberswalder Urstromtal. Aufgrund dessen hat sich das Flüsschen Finow im Stadtgebiet von Eberswalde und östlich der Stadt sehr kräftig in den Boden des Urstromtales eingeschnitten. Dazu kommt, dass das Eis während der Weichsel-Eiszeit deutlich weiter nach Süden vorstieß. Beim Abschmelzen des Eises im Bereich des Eberswalder Urstromtales bildeten sich durch die Schmelzwassertätigkeit zahlreiche Toteiskörper, die nachfolgend austauten und heute Seen bzw. feuchte Niederungen bilden. Weiterhin wurden zum Ende der Weichsel-Eiszeit vor allem am Südrand des Urstromtales ausgedehnte Dünen aufgeweht, die die sonst flache Landschaft deutlich beleben. Der westliche Abschnitt des Urstromtales ist hingegen meist eben und wird von großen, ausgedehnten Moorlandschaften eingenommen (z. B. das Rhinluch).

## Flüsse
Die geologisch langgestreckte Form wird von vielen Flüssen genutzt, so von:
- Brda – Mündung bei Bydgoszcz
- Weichsel von Bydgoszcz bis Toruń
- Netze – Mündung bei Santok in die Warthe
- Warthe
- Oder
- Havel